# Laboratoire de photophysique et photochimie supramoléculaires et macromoléculaires
 (février 2022).
Le  Laboratoire de photophysique et photochimie supramoléculaires et macromoléculaires (PPSM) est un laboratoire de recherche français spécialisé dans l'étude des processus chimiques induits par excitation lumineuse, pour des applications de chimie, le développement de capteur, ou l'étude des matériaux, notamment dans le domaine de la catalyse, de la biologie, des sciences de l'environnement mais également l'étude de matériaux anciens en sciences du patrimoine.
Initialement localisé sur le site historique de Cachan, depuis 2020, ses équipes sont localisées à Gif-sur-Yvette dans les locaux de l'École normale supérieure Paris-Saclay, sur le site de l'Université Paris-Saclay.

## Tutelle
Le PPSM est une unité mixte de recherche (UMR 8531) placée sous la tutelle du CNRS et de l'École normale supérieure Paris-Saclay. Le laboratoire est donc dans le périmètre de l'Université Paris-Saclay. Le laboratoire fait partie de l'Institut d'Alembert (IDA), avec les laboratoires LuMIn, SATIE et LBPA.

## Thèmes de recherche
Le laboratoire est organisé autour de sept thématiques scientifiques :
- Nouvelles molécules fluorescentes à haute valeur ajoutée
- Systèmes moléculaires photo- et/ou électrostimulables
- Luminescence stimulable par contrainte mécanique et propriétés mécaniques photostimulables
- Luminescence stimulable par contrainte mécanique et propriétés mécaniques photostimulables
- Surfaces fonctionnelles et activables
- Molécules et assemblages moléculaires photoactifs pour les applications biologiques et biomédicales
- Matériaux anciens et paléo-inspirés
- Instrumentation et dispositifs innovants

Le PPSM associe synthèse et caractérisation pour de nombreux composés photochromes, photostimulables, ou photoluminescents, notamment des composés de type tétrazine et heptazine. Ses scientifiques ont, par exemple, contribué à la mise au point de pinces moléculaires fluorescentes innovantes, de molécules fluorescentes pour l'imagerie à très haute résolution, de nouvelles LED organiques dans le bleu,, et à la mise au point d'applications en police scientifique avec la révélation d'empreintes digitales par des composés luminescents,,. Il a contribué à différents travaux en chimie du patrimoine,.
Le PPSM a contribué à un programme "Design et Chimie" mené avec l'École nationale supérieure de création industrielle.
Le laboratoire a porté le domaine d'intérêt majeur (DIM) « Matériaux anciens et patrimoniaux » de la Région Île-de-France, via le CNRS, avec l'École des hautes études en sciences sociales et le Muséum national d'histoire naturelle, et porte le DIM « Patrimoines matériels » depuis 2022.

## Plateformes
Le PPSM opère des plateformes de caractérisation par absorption et photoluminescence UV-visible (spectroscopie et imagerie).
Il est également équipé d'installations de synthèse.

## Membres actuels et anciens du PPSM
- Clémence Allain
- Loïc Bertrand
- Bernard Valeur